# Barsine
Barsine (altgriechisch Βαρσίνη Barsínē; * um 363 v. Chr.; † 309 v. Chr.) war eine persische Adlige und Geliebte Alexanders des Großen.

## Leben
Barsine war eine Tochter von Artabazos II., dem persischen Satrapen Phrygiens, und damit Urenkelin des persischen Großkönigs Artaxerxes II. Ihre Mutter war wohl die einzig bekannte Gattin Artabazos’ II., eine Schwester der rhodischen Feldherren Memnon und Mentor, die Artabazos elf Söhne und zehn Töchter geboren haben soll. Die beiden namentlich bekannten Schwestern von Barsine hießen Artakama und Artonis, von denen sich die Erstere 324 v. Chr. auf der Massenhochzeit von Susa mit Ptolemaios I. und die Letztere bei der gleichen Gelegenheit mit Eumenes von Kardia vermählte.
In erster Ehe heiratete Barsine zu einem nicht genauer bekannten Zeitpunkt ihren Onkel Mentor. Wegen seines Aufstandes gegen den persischen Großkönig Artaxerxes III. musste Artabazos mit seiner Familie um 352 v. Chr. an den makedonischen Hof Philipps II. nach Pella fliehen. Laut Plutarch wurde Barsine griechisch erzogen, welcher Umstand wahrscheinlich im Zusammenhang mit dem Aufenthalt ihrer Familie in Makedonien stand. Um 345 v. Chr. durfte Artabazos mit seinem Anhang, darunter Barsine, auf Betreiben Mentors in seine Heimat zurückkehren.
Mit ihrem Gemahl Mentor hatte Barsine vermutlich drei Töchter, von denen eine auf der Massenhochzeit von Susa einen Admiral Alexanders des Großen, Nearchos, ehelichen sollte. Nachdem Mentor um 340 v. Chr. gestorben war, heiratete Barsine Mentors Bruder Memnon. Aus dieser Ehe ging ein Sohn hervor.
Zu Beginn des Alexanderzuges erhielt Memnon 334 v. Chr. den Oberbefehl über die persischen Truppen im Westen des Reichs und schickte dafür Barsine und ihre Kinder als Loyalitätsbeweis zu König Dareios III. nach Syrien. Mit den Familien anderer vornehmer Perser in Damaskus zurückgelassen, fiel Barsine Ende 333 v. Chr. nach der Schlacht bei Issos und der darauffolgenden Einnahme von Damaskus in die Hände Alexanders des Großen. Dieser hatte die mittlerweile nach dem Tod Memnons erneut zur Witwe gewordene Barsine vermutlich schon während ihres früheren Aufenthalts am Hof Philipps II. kennengelernt, fühlte sich nun von ihrer Schönheit angezogen und begann mit ihr ein intimes Verhältnis. Wahrscheinlich nahm der makedonische  Eroberer Barsine bei seinem Vormarsch in die östlichen Provinzen Persiens mit sich, und sie gebar ihm vermutlich im Jahre 327 v. Chr. in Baktrien den (illegitimen) Sohn Herakles, benannt nach dem Sagenhelden, von dem Alexander abzustammen glaubte.
Da Alexander noch 327 v. Chr. Roxane heiratete, musste Barsine sich zurückgesetzt fühlen. In der Folge zog sie sich mit Herakles nach Pergamon zurück, wo sie Mitte 323 v. Chr., kurz nach dem Tod Alexanders, wohnhaft erscheint. Zunächst blieben Mutter und Sohn weitgehend unbehelligt. Später gerieten aber auch sie, wie bereits Alexanders Ehefrau Roxane und deren Sohn Alexander IV. Aigos, in die Machtkämpfe der Diadochenkriege. Polyperchon, der Regent Makedoniens, der von Kassander abgesetzt worden war, versuchte 309 v. Chr. den 17-jährigen Herakles für seine eigenen Zwecke zu nutzen und ihn als makedonischen König einzusetzen. Polyperchon gelang es, eine Armee von 20.000 Mann zusammenzustellen und gegen Kassander in Marsch zu setzen. Dieser verhandelte daraufhin mit Polyperchon und zog ihn dadurch auf seine Seite, dass er ihm die Verwaltung der Peloponnes übertrug. Auf Anstiften Kassanders ließ daraufhin Polyperchon sowohl Herakles als auch Barsine ermorden.
Der britische Althistoriker William Woodthorpe Tarn hielt Barsine für eine erfundene Gestalt. Seiner These traten u. a. Helmut Berve und Fritz Schachermeyr entgegen.